# Paços do Concelho da Chamusca

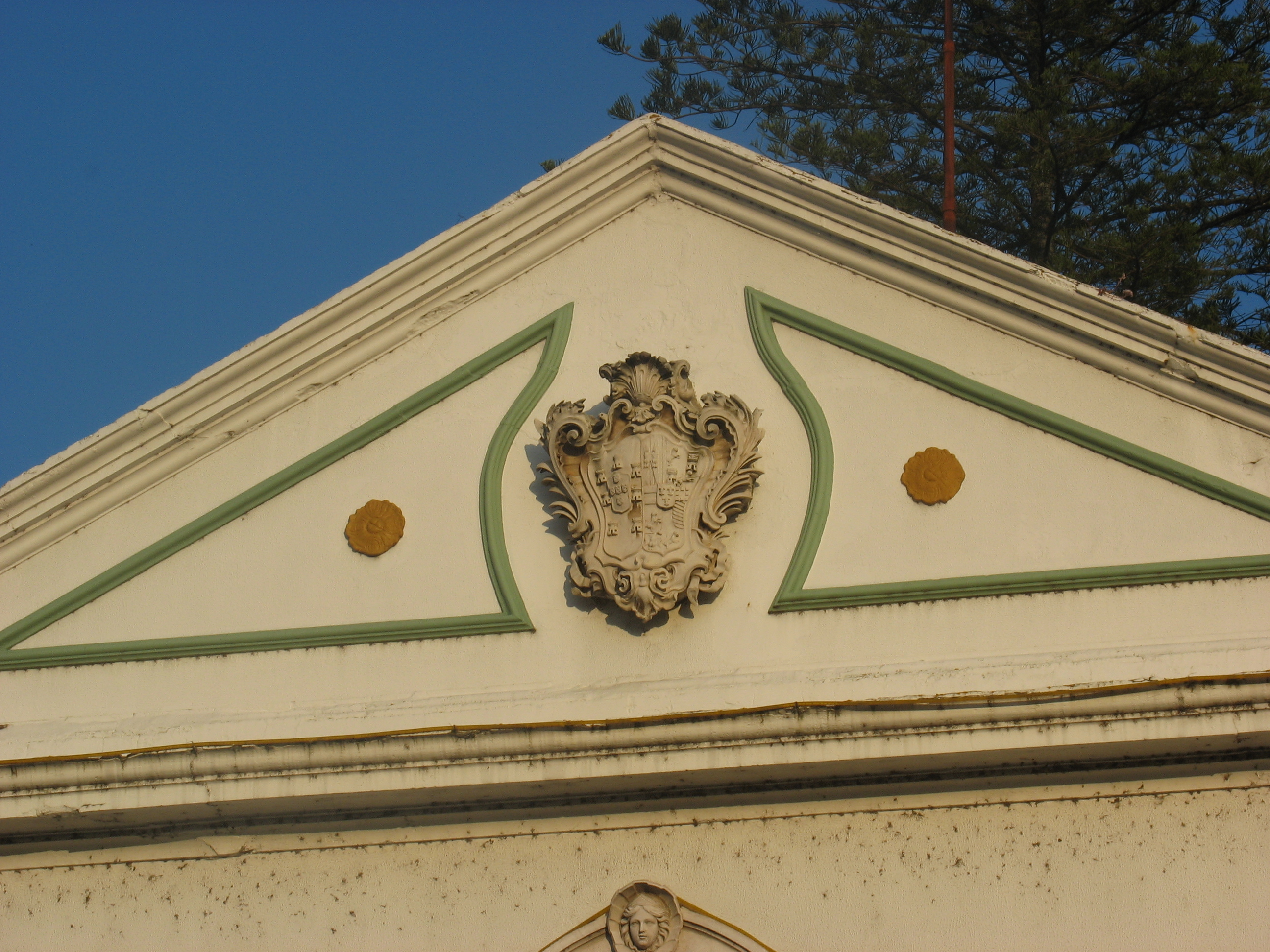
Frontão dos Paços do Concelho, com as armas da Rainha D. Mariana Vitória, antigo brasão da vila.

Os  Paços do Concelho da Chamusca, ou Câmara Municipal da Chamusca, situados em pleno centro da vila, junto ao Parque Municipal, desempenham estas funções desde o início do século XX, quando a Câmara Municipal (órgão autárquico) abandonou a antiga Casa da Câmara.

## Características
O edifício é um solar novecentista, com um estilo marcadamente romântico e revivalista, especialmente evidenciado pela cornija com motivos vegetais e pelas estatuetas de pedra de cor ocre, representando figuras humanas, que ornam a cobertura.

## História
O local onde se encontra a Câmara Municipal era conhecido na época da sua construção como Horta da Misericórdia.
Esta propriedade, que incluía também os terrenos em que situam actualmente o Parque Municipal e o Cine-Teatro da Misericórdia, foi comprada em 1862 pelo Comendador António Marques de Carvalho, proprietário chamusquense que embarcou ainda jovem para o Brasil, onde fez fortuna. Neste terreno, António Marques de Carvalho, que foi várias vezes Presidente da Câmara Municipal e que era avô da poetisa Maria Marques de Carvalho, mandou construir um prédio para sua habitação e um conjunto de edificações anexas para o movimento da sua casa agrícola.
A grande dimensão do edifício e os seus exagerados custos de construção levaram a que, anos mais tarde, o comendador o chamasse de “a minha asneira de pedra e cal”. A sua viúva acabaria por vendê-lo à Câmara Municipal da Chamusca em 1888, tendo custado 12 contos de réis aos cofres do município.
Após a realização de grandes obras de remodelação, a Câmara Municipal instalou-se no edifício em 11 de setembro de 1904.
Com a transferência da Câmara, a cadeia passou a funcionar no piso térreo deste edifício, tendo-se lá mantido até à sua extinção. Actualmente, o espaço onde anteriormente funcionou a cadeia encontra-se ocupado pela Galeria Municipal. Desde então, o edifício já presenciou diversos acontecimentos, desde a visita do rei D. Manuel II, em 1909, aquando da inauguração da Ponte da Chamusca, até ao incêndio do Inverno de 1965, que deflagrou na lareira da Sala de Sessões, mas que não afectou significativamente o edifício, tendo apenas destruído parcialmente o arquivo da tesouraria. Terá contribuído de forma significativa para este desfecho o facto de na construção do edifício terem sido utilizadas madeiras exóticas provenientes do Brasil, conhecidas pela sua grande resistência.

## A antiga Casa da Câmara
A antiga Casa da Câmara era parte do Paço dos Silvas, antigos donatários da Chamusca e de Ulme que, após a Restauração da Independência, viram todos os seus bens confiscados em Portugal. A Chamusca tornou-se então propriedade da Casa das Rainhas. As armas em pedra da rainha D. Mariana Vitória, que outrora estavam implantadas na fachada do edifício, foram colocadas no frontão triangular da fachada principal dos actuais Paços do Concelho em 1904. Após a Implantação da República, a coroa real que encimava o brasão foi-lhe retirada. O edifício da antiga Casa da Câmara é actualmente um edifício pertencente a privados, situando-se no Largo João de Deus, anteriormente conhecido como Largo do Pelourinho. De facto, era neste largo, ocupado pelo jardim popularmente conhecido como Jardim do Coreto, que se encontrava o Pelourinho da Chamusca, justamente em frente da Casa da Câmara. Depois de ter sido danificado por um dos bombardeamentos das tropas napoleónicas sobre a vila, em 24 de Outubro de 1810, no decorrer da Terceira Invasão Francesa, o pelourinho acabou por ser demolido já em 1865, e a sua pedra serviu para calcetar algumas ruas.